# Herzogtum Sachsen-Wittenberg
Das Herzogtum Sachsen-Wittenberg, kurz Sachsen-Wittenberg genannt, war ein historisches Territorium des Heiligen Römischen Reiches. Es entstand 1296 durch die Teilung des askanischen Herzogtums Sachsen und erstreckte sich über Teile der heutigen Länder Sachsen, Sachsen-Anhalt und Brandenburg. Durch die Goldene Bulle von 1356 erlangten die Herzöge von Sachsen-Wittenberg die Kurwürde.
Nach dem Aussterben der sächsisch-wittenbergischen Linie der Askanier im Mannesstamm 1422 belehnte 1423 König Sigismund den meißnischen Markgrafen Friedrich den Streitbaren aus der Linie der Wettiner mit dem Herzogtum, wodurch auch die sächsische Kurwürde 1423 an diesen überging und das Herzogtum Sachsen-Wittenberg im Kurfürstentum Sachsen aufging.

## Geschichte

### Vorgeschichte südlich und östlich der Elbe
1134 wurde Albrecht der Bär von dem deutschen König Lothar von Supplinburg als Markgraf der Nordmark (Altmark) eingesetzt. Er gehörte zu dem Geschlecht der Askanier, deren Name sich aus der Latinisierung ihres Burgsitzes Aschersleben herleitet. Auf seinen Heereszügen gegen die altsorbischen Slawenstämme eroberte er 1157 Brandenburg. Deshalb legt er sich den Titel Markgraf von Brandenburg zu und dehnte seine Herrschaft bis südlich der Elbe aus. Allerdings wurde das vorher nicht sehr dicht bewohnte und nun unterworfene Gebiet verwüstet und von den Slawen zum Teil verlassen. Andererseits hatten Bauern und Bürger im Rheinland, in Flandern, Sachsen und Franken begonnen, sich der steigenden Lasten zu entziehen und neue Siedlungsgebiete aufzusuchen. Einen Teil dieses Stromes lenkte Albrecht in sein Gebiet. 1159/1160 ließ er unter den Rheinländern werben, vor allem aber unter den Flamen, Seeländern und Holländern, die von Überschwemmungen heimgesucht wurden, wobei er günstige Lebensbedingungen versprach. Im Süden der Markgrafschaft Brandenburg ließen sich vor allem Flamen nieder, so dass der Höhenrücken, den die Eiszeit abgelagert hat, nach ihnen der Fläming genannt wurde. Die Einwanderer bezogen aber auch noch südlich davon Dörfer, sogar links der Elbe. Von der Mündung der Saale in die Elbe bis über den Zusammenfluss von Schwarzer Elster und Elbe hinaus. Oft übernahmen sie die Namen der vorhandenen, meist slawischen Siedlungen. Manchmal gaben sie ihnen einen neuen Namen; ebenso benannten sie die von ihnen gegründeten Orte.
Als in der ersten Phase der ostelbischen Herrschaftserrichtung deutscher Feudalherren das Gebiet der altsorbischen Slawenstämme erobert wurde, teilte man die Gebiete zunächst in Gaue, in denen befestigte Plätze entstanden, von denen aus die umliegende Landschaft beherrscht und verwaltet wurde. Die Anfänge Wittenbergs gehen auf eine solche Burg zurück, die durch Albrecht den Bären zum Schutz des Elbübergangs angelegt worden sein soll und die als deutscher Burgward erstmals 1187 urkundlich erwähnt wird. Förderlich für die frühstädtische Entwicklung war der Verkehr auf dem Fernhandelsweg von Magdeburg und Zerbst über Wittenberg in das Gebiet des Schwarzen Elster und die Niederlausitz oder nach Meißen, also in West-Ost-Richtung, sowie die Nord-Süd-Verbindung von Cölln und Berlin über Wittenberg nach Leipzig.
In der wissenschaftlichen Forschung blieb aufgrund des Fehlens schriftlicher Überlieferung die Frage offen, ob Herzog Bernhard das Gebiet um Wittenberg bereits unmittelbar nach dem Tod seines Vaters Albrechts des Bären 1170 erhielt oder erst durch Erbschaft nach dem Ableben seines Bruders Dietrich von Werben 1183. Als 1180 Heinrich der Löwe das Herzogtum Sachsen verlor, wurde der östliche Teil davon Bernhard zu Lehen gegeben.

Gebiet des neuen Herzogtums um 1235 (auf der Karte als Herzogtum Sachsen bezeichnet)

Nachdem Herzog Bernhard 1212 gestorben war, wurde sein Erbe unter seinen beiden Söhnen Heinrich und Albrecht I. aufgeteilt. Der ältere Heinrich erhielt die alten askanischen Grafschaften sowie Erb- und Stammlande in der Region des Vorharzes und der unteren Saale und wurde zum Begründer der anhaltischen Landesherrschaft, die bis 1918 in den Händen der Askanier blieb. Der jüngere Albrecht erhielt hingegen das Herzogtum Sachsen mit seinen Reichslehen an der mittleren Elbe sowie mehrere askanische Stammgüter östlich und direkt an der Mulde, darunter insbesondere die Region um Aken und Wittenberg sowie Streubesitz in der alten askanischen Grafschaft Aschersleben.
Albrecht I. war bemüht, die Herzogsgewalt an der mittleren Elbe wieder zu errichten, was ihm auch gelang. Für die von ihm in diesem Raum regierten Gebiete bürgerte sich allmählich der Name Sachsen ein, ab 1227 nannte er sich selbst Herzog von Sachsen, Engern und Westfalen. Herzog Albrecht I. beteiligte sich bereits 1252 direkt an der Wahl des Königs Wilhelm.

### Sächsisches Teilherzogtum Sachsen-Wittenberg

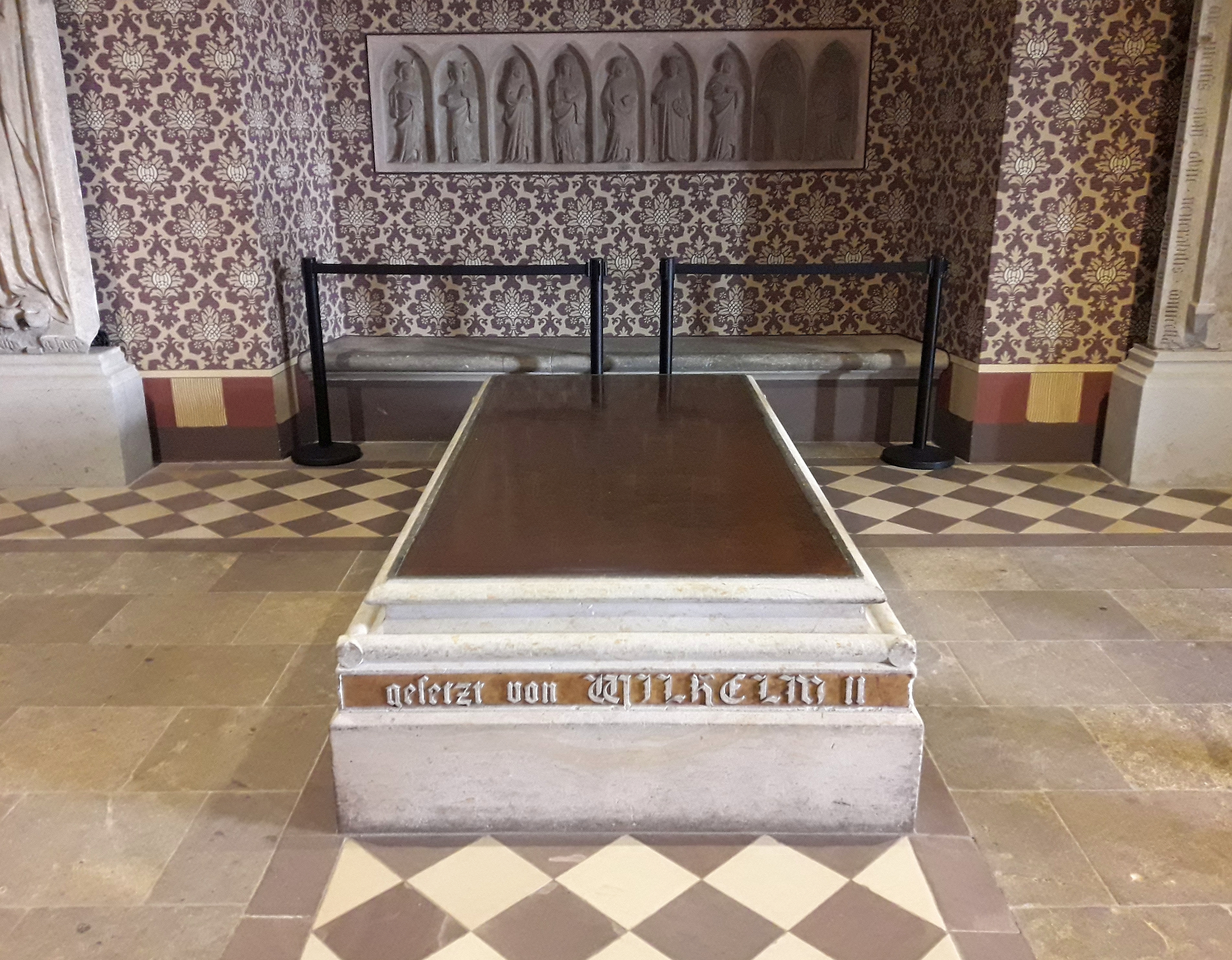
Grabmal der askanischen Fürsten von Sachsen-Wittenberg in der Schlosskirche Wittenberg

Nach dem Tod Albrechts 1261 regierten seine beiden Söhne Johann I. und Albrecht II. zunächst gemeinsam, bis der ältere Bruder Johann I. 1282 Sonderbesitz im Norden des Herzogtums übernahm, den er schon bald seinen drei Söhnen Johann II., Albrecht III. und Erich I. überließ, um selbst in das Franziskanerkloster Wittenberg einzutreten. Johann I. starb jedoch bereits 1286, und seine Söhne wurden der Vormundschaft ihres Onkels Albrechts II. unterstellt. Dieser bemühte sich, den Besitz zusammenzuhalten, doch als seine Neffen 1295 volljährig wurden, war die endgültige Teilung und Trennung des Herzogtums Sachsen in die weit auseinanderliegenden Herzogtümer Sachsen-Lauenburg und Sachsen-Wittenberg nicht mehr aufzuhalten. Das Gebiet elbaufwärts behielt Albrecht II. und benannte es nach dem Ort seiner Residenz: Sachsen-Wittenberg. 1290 wurde dieses Herzogtum um die Burggrafschaft Magdeburg und um die Grafschaft Brehna erweitert. Es kam noch zu weiterem Gebietszuwachs.
Als Albrecht II. 1296 starb, folgte ihm sein Sohn Rudolf I. in der Regierung. Im Streit zwischen Ludwig dem Bayern und dem Luxemburger Karl um die deutsche Königswürde schlug sich Rudolf auf die Seite Karls, wofür er 1356 dauerhaft mit der Kurwürde belohnt wurde. Damit war Sachsen-Wittenberg endgültig zu einem der sieben deutschen Kurfürstentümer aufgestiegen.

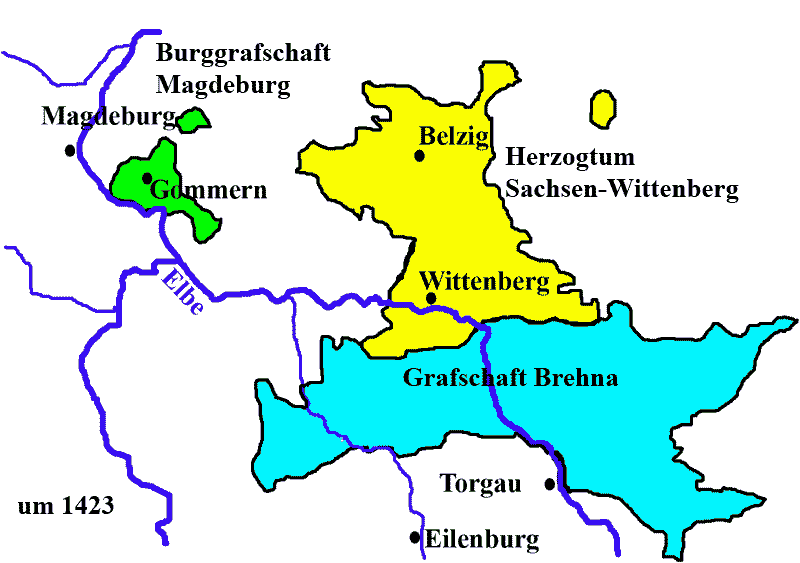
Ungefähre Grenzziehung Sachsen-Wittenbergs um 1423

Als die Wittenberger Askanier mit Albrecht III. 1422 ausstarben, verfügte Sachsen-Wittenberg nur über geringe Macht, jedoch war es als Kurfürstentum mit einem hohen Rang ausgestattet. Deshalb war die Neubesetzung des Sachsen-Wittenberger Gebiets auch begehrt. Seine Vergabe erfolgte am 6. Januar 1423 durch den späteren Kaiser Sigismund, der den Wettiner Markgrafen Friedrich den Streitbaren von Meißen und Thüringen für seinen Kampf gegen die Hussiten mit dem Kurfürstentum Sachsen belehnte. Indem dieser Kurfürst von Sachsen wurde, wanderte die Bezeichnung Sachsen elbaufwärts, mit der weiteren Bindung der Kurfürstenwürde an Wittenberg. Dies heißt also, wer Wittenberg besaß, hatte auch Kurfürstentitel und die Kurstimme des Erzmarschalls inne.

### Askanische Herzöge von Sachsen-Wittenberg
|  | Name (Lebensdaten)                                                      | Regierungszeit | Anmerkungen |
|  | ----------------------------------------------------------------------- | -------------- | --- |
|  | Albrecht I. (* um 1175; † 7. Oktober 1260)                              | 1212–1260      | war Herzog von Sachsen-Wittenberg, Engern, Westfalen und Herr von Nordalbingien, Kurfürst und Erzmarschall des Heiligen Römischen Reiches und Graf von Askanien. Nach dem Tod seines Vaters Bernhard erbte Albrecht die sächsische Herzogswürde und gründete im Jahre 1212 die herzoglich-sächsische Linie der Askanier, die sich 1260 in die Zweige Sachsen-Lauenburg und Sachsen-Wittenberg spaltete. |
|  | Albrecht II. (* um 1250; † 25. August 1298)                             | 1260–1298      | Durch endgültige Teilung des Herzogtums Sachsen seit 1296 erster Herzog des sächsischen Teilherzogtums Sachsen-Wittenberg. |
|  | Rudolf I. (* um 1284; † 12. März 1356)                                  | 1298–1356      | Seit 1298 Herzog von Sachsen-Wittenberg. Größter Erfolg seiner Regentschaft: In der am 6. Oktober 1355 in Prag ausgestellten „bulla aurea Saxonica“ wurde Sachsen-Wittenberg ausdrücklich und endgültig die Kurfürstenwürde bestätigt. |
|  | Rudolf II. (* um 1307; † 6. Dezember 1370)                              | 1356–1370      | Streit mit Sachsen-Lauenburg um die Kurwürde und mit den Wettinern um Gebiete. |
|  | Wenzel (* um 1337; † 15. Mai 1388)                                      | 1370–1388      | Bruder Rudolfs II. Ebenfalls Fürst von Lüneburg. Er schloss Landfriedensbünde mit Anhalt, Magdeburg und Meißen. |
|  | Rudolf III. (* vor 1367; † 11. Juni 1419)                               | 1388–1419      | Nahm an den Hussitenkriegen teil. Auf dem Weg nach Böhmen vergiftet. |
|  | Albrecht III., „der Arme“ (* um 1375/1380; † vor dem 12. November 1422) | 1419–1422      | Bruder Rudolfs III. Letzter Kurfürst Sachsen-Wittenbergs aus dem Geschlecht der Askanier. |

Die Wittenberger Askanier Albrecht I., Albrecht II. und Rudolf I. regierten fast 150 Jahre lang als Herzöge von Sachsen. Sie sicherten den Fortbestand der Dynastie mit ihren Söhnen und behaupteten sich als Erben des sächsischen Kurfürstenprivilegs. Die Kurfürsten befassten sich vor allem mit äußeren Konflikten mit anderen Landesherren und trieben die territoriale Entwicklung des noch dünn besiedelten Gebietes voran. 1290 wurde das Herzogtum um die Burggrafschaft Magdeburg und die Grafschaft Brehna erweitert.
Das Kurprivileg wurde erst 1356 institutionell geregelt durch die Goldene Bulle, das Grundgesetz des Reiches, das die Wahl des deutschen Königs durch sieben Kurfürsten festlegte. Durch sie verlieh Kaiser Karl IV. Rudolf I. als Herzog von Sachsen-Wittenberg dauerhaft das Kurprivileg und verfügte die Unteilbarkeit des Territoriums. Die Herzöge von Sachsen-Wittenberg stiegen damit zu den ranghöchsten Fürsten des Reiches auf.
Sachsen-Wittenberg gehörte nicht nur zu den sieben deutschen Kurfürstentümern, sondern besaß auch das Amt des Erzmarschalls des Heiligen Römischen Reiches. Räumlich blieb Sachsen-Wittenberg mit einer Fläche von nur etwa 4.500 bis 5.000 Quadratkilometern ein eher unbedeutendes Territorium im Reich. Das Ausschöpfen der notwendigen, für die reichspolitische Tätigkeit des Kurfürsten notwendigen Mittel brachte das kleine Land allerdings an den Rand der Armut und verhinderte so einen intensiven Landesausbau in Gestalt einer wirksamen Städte-, Wirtschafts- und Finanzpolitik, wie sie andernorts für das 14. Jahrhundert charakteristisch war. Es gab zwar keine großen städtischen Zentren, aber die strategische Lage des Herzogtums an der mittleren Elbe versprach viel für die Zukunft.

### Wittenberger Erbfolgestreit
Mit dem Tod von Albrecht III. 1422 starben die Wittenberger Askanier im Mannesstamme aus. In der Folge erhoben sowohl die lauenburgischen Askanier unter Herzog Erich V. als auch die Meißner Wettiner in Person von Friedrich I. Anspruch auf Sachsen-Wittenberg und die damit verbundene Kurwürde.
Während die Herzöge von Sachsen-Lauenburg, die ihre Ansprüche aus der dynastischen Verwandtschaft und dem Erbfolgevertrag von 1308 herleiteten, bestritten, dass das Wittenberger Herzogtum als ein freies Reichslehen König Sigismund zur Neuvergabe zufiel, erhoben die anderen Bewerber ihre Ansprüche auf Neuvergabe des Herzogtums aufgrund von Eheverbindungen.
Kurfürst Friedrich I. von Brandenburg reklamierte die Erbfolge für seinen Sohn Johann, der seit 1412 mit Barbara, der jüngeren Tochter Herzog Rudolfs III., verheiratet war. Anfänglich genossen seine sächsischen Ambitionen durchaus die Unterstützung Sigismunds.
Ansprüche aufgrund dynastischer Verwandtschaft und verschiedener Eheverbindungen erhoben ferner die Fürsten von Anhalt, Kurfürst Ludwig von der Pfalz für seinen gleichnamigen Sohn und die wettinischen Markgrafen von Meißen.
Über die Vergabe des Herzogtums hatte der König zu befinden, da es sich um ein Reichslehen handelte. Während der Brandenburger, von kursächsischen Herren zur Besitznahme aufgefordert, das Land kurzerhand militärisch besetzte, boten die Wettiner eine beträchtliche Kaufsumme.
König Sigismunds gutes Verhältnis zu dem Hohenzollern Friedrich war zu dieser Zeit bereits getrübt. Zudem befürchtete er, mit der Vergabe einer zweiten Kurstimme einer allzu großen Machtzusammenballung im Norden des Reiches den Weg zu ebnen. So vergab er Herzogtum und Kurstimme, an der den Konkurrenten vor allem gelegen war, an den Wettiner Friedrich den Streitbaren.
Die Wettiner sollen zur Abfindung des Brandenburgers diesem für den Verzicht auf seine aus der Ehe seines Sohnes rührenden Ansprüche 28.000 Gulden geboten und 20.000 auch wirklich gezahlt haben. Zudem stand Sigismund 1422 bei dem Wettiner mit 90.000 Talern in der Schuld. Auch innerhalb der sächsischen Landschaft erklärte sich eine Partei für den Wettiner.
Die Herzöge in Lauenburg erhoben ihren Anspruch unrechtmäßig, da die Landesteilung von 1282/96 eine Totteilung gewesen war und der Erbvertrag von 1308 die königliche Zustimmung in Form einer gemeinsamen Belehnung beider Linien nie erhalten hatte. Noch der Wittenberger Herzog Rudolf III. hatte 1414, als der Herzog von Lauenburg mit der Fahne belehnt wurde, nicht mit zugegriffen, um eine Mitbelehnung zu vermeiden.
Den 1422 von Herzog Erich V. von Lauenburg zum Vorschein gebrachten Lehnbrief über die Eventualbelehnung mit Sachsen-Wittenberg bezeichnete König Sigismund als ohne sein Wissen gefertigt. Doch gaben die Lauenburger, die schon im Streit mit Wittenberg um die Kurwürde 1356 unterlegen waren, ihre Ansprüche nicht auf. Herzog Erich schrieb 1427 an Papst Martin V. Sein Gesandter zum Baseler Konzil wurde 1434 als ein kurfürstlicher akzeptiert, die Wettiner wurden vorgeladen, wogegen Friedrich II., der Sanftmütige, Kaiser und Reich protestierten.

### Belehnung der Wettiner
Die sächsische Kurwürde ging 1423 an den Markgrafen Friedrich den Streitbaren aus der Linie der Wettiner. An der Seite des Königs Sigismund hatte er ab 1420 an den Hussitenkriegen teilgenommen, im August 1421 war ihm bei Brüx einer der wenigen militärischen Erfolge gegen die Hussiten gelungen. Für seinen Einsatz in diesem Konflikt wurde er am 6. Januar 1423 mit dem Herzogtum Sachsen-Wittenberg und der Pfalzgrafschaft Sachsen belohnt. Damit stieg Friedrich IV. als Friedrich I. zum Herzog und Kurfürsten auf. Zugleich endete damit nach nur 127 Jahren das Herzogtum Sachsen-Wittenberg und ging auf in einem neuen Reichsterritorium, dem Kurfürstentum Sachsen.

### Nachwirkungen in Kursachsen
Am 9. November 1485 teilten, entgegen zahlreichen Ratschlägen und Warnungen, Kurfürst Ernst und Herzog Albrecht in Leipzig ihren Besitz. Aus dem bis dahin von beiden gemeinsam regierten Kurfürstentum Sachsen entstanden auf diese Weise zwei wettinische Dynastien. Fortan war von den Ernestinern und den Albertinern die Rede. Der ernestinische Besitz umfasste neben dem Wittenberger Kurkreis und dem damit verbundenen Amt Teile der alten Landgrafschaft Thüringen sowie das Vogt- und Pleißenland. Friedrich der Weise baute Wittenberg zur kursächsischen Residenz aus und das Gebiet wurde zum Kernland der Reformation. Ihm folgten sein Bruder Johann der Beständige und Johann Friedrich der Großmütige. Letzterer wurde von Kaiser Karl V. im Schmalkaldischen Krieg in der Schlacht in der Lochauer Heide 1547 besiegt und gefangen genommen. Der Kaiser nahm ihm die Kurwürde und einen Teil der Kurlande und belehnte damit seinen Vetter Moritz von Sachsen (Wittenberger Kapitulation). Unter Moritz von Sachsen begann die Einteilung des Kurfürstentums in sieben Kreise. Dabei ging der Kurkreis aus dem Herzogtum Sachsen-Wittenberg hervor.

### Politische Bedeutung der sächsischen Kurlande
Die Wettiner, die seit 1089 Markgrafen der Mark Lausitz und seit 1125 Meißens waren, gewannen mit Sachsen-Wittenberg ein strategisch wichtiges Gebiet nördlich ihres Territoriums. Es brachte ihnen eine Verkehrsanbindung an wichtige norddeutsche Städte wie Magdeburg und eine stärkere Integration in das dicht besiedelte und wirtschaftlich wichtige Mittelelbeland. Der Zugang zur Elbe ermöglichte ihnen die Teilnahme am Handel mit der Hanse, zu der mehrere Städte entlang des Flusses gehörten. Das ehemals kolonisierte Land zwischen Saale und Elbe wurde durch seine politische Aufwertung mit dem altbesiedelten Land im Westen verbunden, was fast zeitgleich mit der Zuerkennung des Kurfürstentums Brandenburg an die Hohenzollern geschah. Die Wettiner stiegen zur führenden Macht in Mitteldeutschland auf. Politisch erwiesen sie sich als engagierte Verwalter des Reiches und bauten vor allem durch Käufe im 15. Jahrhundert ein kompaktes Territorium auf. Von der Gegend um Wittenberg aus verbreitete sich der Name Sachsen allmählich auf alle wettinischen Gebiete an der Oberelbe.

„Die Reduzierung des sächsischen Gebietsherzogtums auf nord- bzw. mittelelbische Territorialherzogtümer und der Übergang des Kurfürstentums Sachsen 1422 an die Wettiner Markgrafen von Meißen sowie des Herzogtums (Sachsen-)Lauenburg 1689 an die Welfenherzöge von Braunschweig und Lüneburg bewirkten eine Ostwanderung des Namens Sachsen. Als Resultat dieses Wanderungsprozesses ging in der Frühen Neuzeit schließlich der Stammesname Sachsen auf ein Kurfürstentum und späteres Königreich über, dessen Grenzen keine Gemeinsamkeiten mit dem ehemaligen sächsischen Siedlungsraum mehr aufzuweisen hatten.“